# Kampfpistole
Kampfpistole (Бойовий пістолет) — штурмовий пістолет, створений на базі 26-мм сигнального пістолета. Використовувався у роки Другої світової війни. Як патрони використовувались протипіхотні осколкові або протитанкові кумулятивні гранати.

## Історія створення
У 30-ті роки XX ст. верхівка Вермахту, приділяючи більше уваги багатофункціональному використанню різних зразків зброї, поставило за ціль створення потужної піхотної зброї ближнього бою. Німецькі зброярі, працюючи над встановленою ціллю, розробили достатньо багато цікавих, та насамперед перспективних зразків, та навіть комплексів «боєприпас-зброя». Один з таких зразків й був Kampfpistole.
Створений Kampfpistole був на базі пістолета, що взагалі не був бойовою зброєю, а був лише сигнальним пристроєм — Leuchtpistole сигнальний пістолет вагою 1,3 кг, був розроблений фірмою Walther, та взятий на озброєння у 1928 році. Зміни у конструкції та використання у ній легких металів, призвело не тільки до зменшення ваги до 780 г, а і було поштовхом для виникнення проєктів використання цього пістолета у інших цілях.
Leuchtpistole був гладкоствольним, що унеможливлювало його бойове використання. Та був розроблений вставний ствол калібром 23 мм з п'ятьма нарізами, що вставлявся у стандартний Leuchtpistole. Такий пістолет отримав маркування Kampfpistole. Іноді можливо зустріти маркування «Kampfpistole Z». Такий пістолет мав маркування збоку, нанесену фарбою, літеру «Z». Обидва ці пістолети використовували як приціл спиртовий рівень, що вказував кут нахилу.

## Характеристики та використання

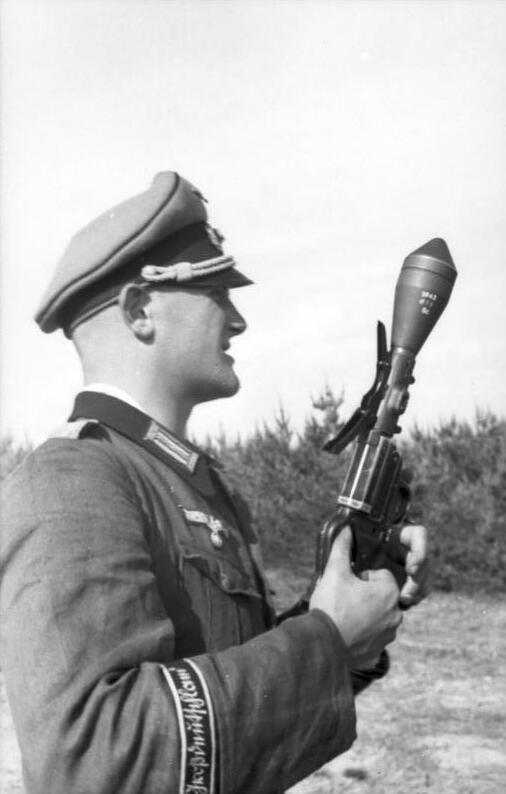

Використовувався комплекс загалом у ближньому бою, коли використання інших видів зброї вже була небезпечна для своїх солдат, а велика відстань не дозволяла ще використати ручні гранати.
З урахуванням ведення прицільного вогню з цього типу зброї, для пістолета був розроблений спеціальний металевий плечовий приклад з доладними подушками затильника, що істотно підвищило влучність зброї. Крім прикладу, що кріпився до рамки пістолета затискальним пристроєм, на стволі монтувався складний приціл, розрахований на ведення вогню на відстані 100 та 200 метрів. 

Пістолетні осколкові гранати використовувались переважно для ведення навісного вогню на відстані до 70–80 метрів — для ураження живої сили супротивника в наступі або обороні, придушення вогневих точок у населених пунктах. Крім того, на базі цієї гранати було створено декілька модифікаваних варіантів — протитанкові кумулятивні гранати, що були спроможні пробивати броню до 50 мм.
З 1943 по 1945 роки німецька промисловість виробила більш ніж 400 тис. вкладних стволів-лейнер для переробки сигнальних пістолетів у штурмові. Та хоча нова зброя й продемонструвала деякі досягнення у конструктивному плані, вона справила порівняно невеликий вплив на зростання вогневої потужності німецької піхоти.
Та висока собівартість пістолета, у конструкції якого використовувались дорогі на той час легкі метали, а також неможливість вести вогонь з нього іншими спеціальними та піротехнічними боєприпасами призвели до того, що німецькі збройові фірми припинили виробництво бойових пістолетів.